# Murad V.
Murad V. (21. září 1840 – 29. srpna 1904) byl XXXIII. sultán Osmanské říše, které vládl od května do srpna roku 1876.
Narodil se v paláci Çırağan v Istanbulu. Jeho otec byl sultán Abdulmecid I. a jeho matkou byla Şevkefza Valide Sultan, původem Čerkeska.

## Období vlády
Murad se stal sultánem, když byl jeho strýc Abdulaziz z trůnu sesazen. Hodně se inspiroval francouzskou kulturou a byl liberál. Říší vládl pouhých 93 dní, než byl kvůli svému psychickému zdraví sesazen. Politická nestabilita vyvolaná jeho sesazením ještě více přiblížila zemi k hrůzostrašné válce s Ruskem, kterou vedl Alexandr II.
Murad V. byl prvním a jediný sultánem, který byl členem zednářské lóže.[zdroj⁠?!]
Nejdůležitějším a primárním zdrojem informací o jeho životě jsou vzpomínky Filizten Kalfy, jedné z jeho konkubín, která své paměti sepsala ve 30. letech 20. století
Na trůn místo něj v roce 1876 nastoupil jeho bratr Abdulhamid II. Murad V. zemřel 29. srpna 1904 v paláci ve kterém se i narodil.

## Manželky, konkubíny a potomstvo
Murad měl pět manželek a sedm dětí:
- Elaru Kadınefendi (sňatek 2. ledna 1857), neměli spolu žádné děti
- Reftarıdil Kadınefendi (sňatek 4. února 1859), měli spolu tři syny
  - Şehzade Osman Fuad (1895–1973)
  - Şehzade Ahmed Nihad (1883–1954)
  - Şehzade Süleyman (zemřel krátce po narození)
- Şayan Kadınefendi (sňatek 5. února 1869), spolu měli dceru a syna:
  - Hatice Sultan (1870–1938)
  - Şehzade Seyfeddin (zemřel krátce po narození)
- Meyliservet Kadınefendi (sňatek 8. června 1874), měli spolu dceru:
  - Fehime Sultan (1875–1929)
- Resan Hanımefendi (sňatek 2. listopadu 1877), měli spolu dvě dcery:
  - Fatma Sultan (1879–1932)
  - Aliye Sultan (1880–1903)